# Oganla Poste
Oganla Poste est un quartier du 3e arrondissement de la commune de Porto-Novo localisé dans le département de l'Ouémé au sud-Est du Bénin.

## Histoire
Oganla Poste devient officiellement un quartier de l'arrondissement de Porto-Novo le 6 mars 2015 à suite de la loi no 2015-O1 du 6 mars 2015 modifiant et complétant la loi no 2013-05 du 27 mai 2013 portant création, organisation, attributions et fonctionnement des unités administratives locales en République du Bénin.

## Démographie
Selon le recensement général de la population et de l'habitation de 2013 conduit par l'Institut national de la statistique et de l'analyse économique (INSAE), Oganla Poste compte 131 ménages avec 1 320 habitants.
| Indicateur           | 2013 |
| -------------------- | ---- |
| Nombre de ménages    | 131  |
| Population masculine | 1004 |
| Population féminine  | 316  |
| Population totale    | 1320 |